# Azaxia dyari
Azaxia dyari är en fjärilsart som beskrevs av William Schaus 1911. Azaxia dyari ingår i släktet Azaxia och familjen tandspinnare. Inga underarter finns listade i Catalogue of Life.